# In Deep (Tina Arena)
In Deep è il quarto album in studio della cantante australiana Tina Arena, pubblicato nel 1997.

## Tracce
Versione australiana 
1. Burn – 4:24
2. If I Didn't Love You – 4:36
3. Sixteen Years – 5:10
4. In Command – 5:06
5. Not for Sale – 3:55
6. Unsung Hero – 4:37
7. I Want to Live with You – 4:54
8. Welcome to My World – 4:47
9. I Want to Know What Love Is – 5:34
10. Flashback – 4:25
11. Now I Can Dance – 5:53
12. Stay / Burn (Reprise) – 10:06